# Boris Dittrich
Boris Ottokar Dittrich (Utrecht, 21 juli 1955) is een Nederlands mensenrechtenactivist, schrijver en politicus. Vanaf juni 2019 is hij lid van de Eerste Kamer der Staten-Generaal voor Democraten 66 (D66). Van 1 mei 2007 tot 1 oktober 2018 werkte hij als Directeur pleitbezorging (Advocacy Director) Seksuele Minderheden voor de mensenrechtenorganisatie Human Rights Watch. Hij was lid van de Tweede Kamer der Staten-Generaal voor D66 van 1994 tot 2006, waar hij in de periode 2003-2006 ook fractievoorzitter en partijleider was. Dittrich is bekend als een politicus die openlijk voor zijn homoseksualiteit uitkomt en zich heeft ingezet voor de rechten van lhbt'ers (lesbiennes, homo's, biseksuelen en transgenders).

## Jeugd en opleiding
Dittrichs Tsjechische vader Zdenĕk Radslav Dittrich vluchtte in 1948 uit het toenmalige Tsjecho-Slowakije naar Nederland, kreeg asiel en werd hoogleraar Oost-Europese geschiedenis aan de Universiteit Utrecht. Boris Dittrich groeide op en kreeg zijn middelbareschoolopleiding in Utrecht (St. Bonifatius Lyceum, 1967-1971) en Zeist (Montessori Lyceum, 1971-1974). Hij studeerde vervolgens vanaf 1975 rechtsgeleerdheid aan de Rijksuniversiteit Leiden.

## Loopbaan
Na zijn afstuderen in 1981 werd Dittrich advocaat bij het advocatenkantoor Stibbe, Blaisse en de Jong te Amsterdam. In 1984 werd hij partner bij het advocatenkantoor Ingelse c.s., eveneens te Amsterdam. Van 1989 tot 1994 was hij rechter bij de rechtbank Alkmaar. Zijn politieke loopbaan begon in 1990 toen hij fractievoorzitter werd van de D66-fractie in het stadsdeel Amsterdam-Zuid; een functie die hij tot 1994 uitoefende.

### Tweede Kamerlidmaatschap
In 1994 werd Dittrich gekozen tot Tweede Kamerlid voor D66. Boris Dittrich werd partijleider van D66 in 2003 nadat Thom de Graaf was afgetreden vanwege de teleurstellende verkiezingsuitslag voor die partij in dat jaar. Dittrich onderhandelde namens D66 over de totstandkoming van het kabinet-Balkenende II met het CDA en de VVD. Als partijleider besloot Dittrich geen minister te worden, maar in het parlement te blijven om erop toe te zien dat het nieuwe kabinet het regeerakkoord goed zou uitvoeren.
Dittrich was sterk gekant tegen de Nederlandse militaire deelname in de Afghaanse provincie Uruzgan en probeerde het kabinet en het parlement daarvan te overtuigen. Toen de regering (inclusief de twee D66-ministers) besloot de Amerikaanse president Bush te volgen, gesteund door 75 procent van het Nederlandse parlement, besloot Dittrich af te treden als leider van D66, wat hij deed op op 3 februari 2006. Enkele maanden later beëindigde D66 zijn steun aan het kabinet vanwege een conflict met de minister van Vreemdelingenzaken en Integratie Rita Verdonk over de manier waarop zij gehandeld had in de zaak van het Nederlandse paspoort van Ayaan Hirsi Ali. D66 en minister Verdonk hadden eerder al veel conflicten uitgevochten over haar harde houding ten opzichte van asielzoekers en immigranten. De beëindiging van de steun aan het kabinet leidde tot de val van het kabinet-Balkenende II en nieuwe verkiezingen werden gehouden in november 2006.
Dittrich was een openlijk homoseksueel parlementslid die zich toelegde op lhbt-rechten (rechten voor lesbiennes, homo’s, biseksuelen en transgender mensen). In 1994 stelde hij voor het homohuwelijk in te voeren. Dit was tegen het zere been van de Nederlandse lhbt-organisatie COC die daar toen op tegen was en veel parlementsleden. Dittrich en twee collega-Tweede Kamerleden begonnen een lange campagne die eindigde in 2001 met de invoering van het homohuwelijk in Nederland. Het COC was toen inmiddels om en steunde gelijke huwelijksrechten. Nederland werd het eerste land dat het homohuwelijk invoerde.
Dittrich was een van de meest productieve Tweede Kamerleden sinds 1838. Zo heeft hij vier initiatiefwetsvoorstellen geschreven en door de Tweede en Eerste Kamer geloodst. Dit zijn de wet tegen stalking (belaging), de wet om spreekrecht voor slachtoffers in de rechtszaal mogelijk te maken, de wet over de afschaffing van de verjaringstermijn bij moord en andere zware misdrijven en ten slotte de wet op de vaste boekenprijs die kleine boekhandels, schrijvers en uitgevers beschermt.
In 2004 reisde hij samen met CDA-Kamerlid Kathleen Ferrier en de Spaanse parlementariër Jorge Moragas naar het communistische Cuba om daar met politieke dissidenten te spreken. Al op het vliegveld werden de parlementariërs gearresteerd, en vervolgens Cuba uitgezet. Minister Bot ontbood daarop de Cubaanse ambassadeur.
Als parlementslid was Dittrich een fervent pleitbezorger van mensenrechten en heeft hij het Nederlands parlement tijdens talrijke bijeenkomsten in de Verenigde Naties vertegenwoordigd. Hij was tevens lid van de organisatie Parliamentarians for Global Action en was ook vicepresident van Liberale Internationale tot oktober 2007. Dittrich bleef lid van het Nederlandse parlement tot aan de verkiezingen van november 2006. Na 12,5 jaar Tweede Kamerlidmaatschap besloot hij zijn werk buiten de nationale politiek voort te zetten.  

### Human Rights Watch
Per 1 mei 2007 werd Dittrich aangenomen als Global Advocacy Director van het LGBT rights-programma bij Human Rights Watch, een internationale non-gouvernementele mensenrechtenorganisatie met het hoofdkantoor in New York. Hij verhuisde daarvoor naar New York.
Dittrich hield zich bezig met gelijkberechtiging en non-discriminatie van LHBT-ers. Op nationaal niveau steunt hij wereldwijd organisaties die in hun land deze mensenrechten willen verzilveren.
Bij de Verenigde Naties in New York was hij mede-oprichter van de kerngroep van LHBT-vriendelijke landen. Nederland werd de eerste voorzitter van die groep. Per 2025 zijn er 22 landen lid van. Zij bereiden de vergaderingen van de VN gezamenlijk voor wanneer LHBT-onderwerpen ter sprake komen. Hij bepleitte de openstelling van het huwelijk voor paren van gelijk geslacht in verschillende landen in de wereld zoals Argentinie, Verenigde Staten van Amerika, Frankrijk, Duitsland, Taiwan, Nieuw Zeeland, Australie, Colombia, Brazilie, Uruguay, Costa Rica, Mexico. Ook in Japan heeft hij verschillende malen met parlementsleden gesproken, maar daar heeft dit niet tot resultaat geleid.
Medio 2013 verhuisde Dittrich van New York naar Berlijn, waar hij zijn werk als Global Advocacy Director van het LHBT-programma bij Human Rights Watch voortzette. Hij bleef wereldwijd actief.
Regelmatig gaf hij gastcolleges op universiteiten over mensenrechten, zoals op Harvard, Yale, Columbia, Berkeley, Johns Hopkins en universiteiten in Japan, Australië, Nieuw-Zeeland, Nederland, Vietnam en Hong Kong.
Dittrich trad veelvuldig op in de internationale media. Op 1 oktober 2018 stopte hij bij Human Rights Watch.

## Eerste Kamerlidmaatschap
In 2019 werd Dittrich voor D66 gekozen in de Eerste Kamer. Hij werd voorzitter van de vaste Kamercommissie van Binnenlandse Zaken. In 2023 werd hij herkozen. Ditmaal kozen zijn collega’s hem als voorzitter van de Vaste Kamercommissie van Justitie en Veiligheid. Als senator is Dittrich bestuurslid van de internationale groep Parliamentarians for Global Action (PGA). Ook is hij lid van de parlemenaire assemblee van de Organisatie van Veiligheid en Samenwerking in Europa (OVSE). In de OVSE is hij lid van de werkgroep Oekraine. 

### Schrijversschap
Dittrich werd bekend als schrijver van thrillers. Zijn boek W.O.L.F. werd uitgeroepen tot beste Nederlandstalige thriller van 2016 door de VN Detective en thrillergids. In 2018 werd hij gevraagd het geschenk voor de Spannende Boeken Weken te schrijven. Dit boek ‘Barst’ had een oplage van meer dan 330.000 exemplaren.

#### Boeken
- Een blauwe stoel in Paars, verhalen over zijn werk als Tweede Kamerlid (met een hoofdstuk over de totstandkoming van de wet op het homohuwelijk, de anti-stalkingswet en de Wet opheffing verjaringstermijn bij moord en doodslag), Van Gennep Uitgeverij, Amsterdam, 2001
- Elke Liefde Telt, over Dittrichs wereldwijde werk voor Human Rights Watch, Nieuw Amsterdam, 2009
- Moord en Brand, een thriller over politiek en journalistiek in Den Haag, Nieuw Amsterdam, 2011
- De Waarheid liegen, een roman over een moord op het metrostation van Grand Central in New York, De Arbeiderspers, 2013
- W.O.L.F., een thriller over extremisme in Berlijn, Uitgeverij Cargo, 2016. Het boek werd tot beste Nederlandstalige thriller van 2016 uitgeroepen door de Vrij Nederland Thriller- en detectivegids.[3]
- Halszaak, een thriller over twee politieagenten die per ongeluk een zwerver om het leven brengen, Uitgeverij Cargo, 2017
- Barst, het geschenk voor de Spannende Boeken Weken 2019
- De wereld rond met Boris Dittrich, reisverhalen, 2019
- Terug naar Tarvod, een roman over het leven in een kibboets in 1977, Ambo/Anthos, 2020
- Mandaat, autobiografie, 2022
- Het Laatste Woord, Ambo/Anthos, 2022. Een thriller over een jonge moeder die plotseling verdwijnt.
- Vuurgloed, Ambo/Anthos, 2025. Een thriller over de ontmaskering van een vrouwenmoordenaar. In 2025 maakte hij een boektoer langs veel steden in Nederland om samen met maatschappelijke organisaties over Femicide en Geweld tegen Vrouwen te spreken.

## Onderscheidingen
- In 2006, ter gelegenheid van zijn vertrek uit de Tweede Kamer, werd Dittrich onderscheiden als Ridder in de Orde van Oranje-Nassau.
- In 2012 werd hij onderscheiden met de Bob Angelo Penning, een prijs van de COC vanwege zijn werk voor de rechten van lhbt'ers. Boris Dittrich, Advocacy Director for the Lesbian, Gay, Bisexual, and Transgender (LGBT) Rights Program bij Human Rights Watch, onderscheiden met de Jos Brink Award, Den Haag, Nederland, 17 mei, 2013. Samen met UN High Commissioner for Human Rights, mevr. Navi Pillay

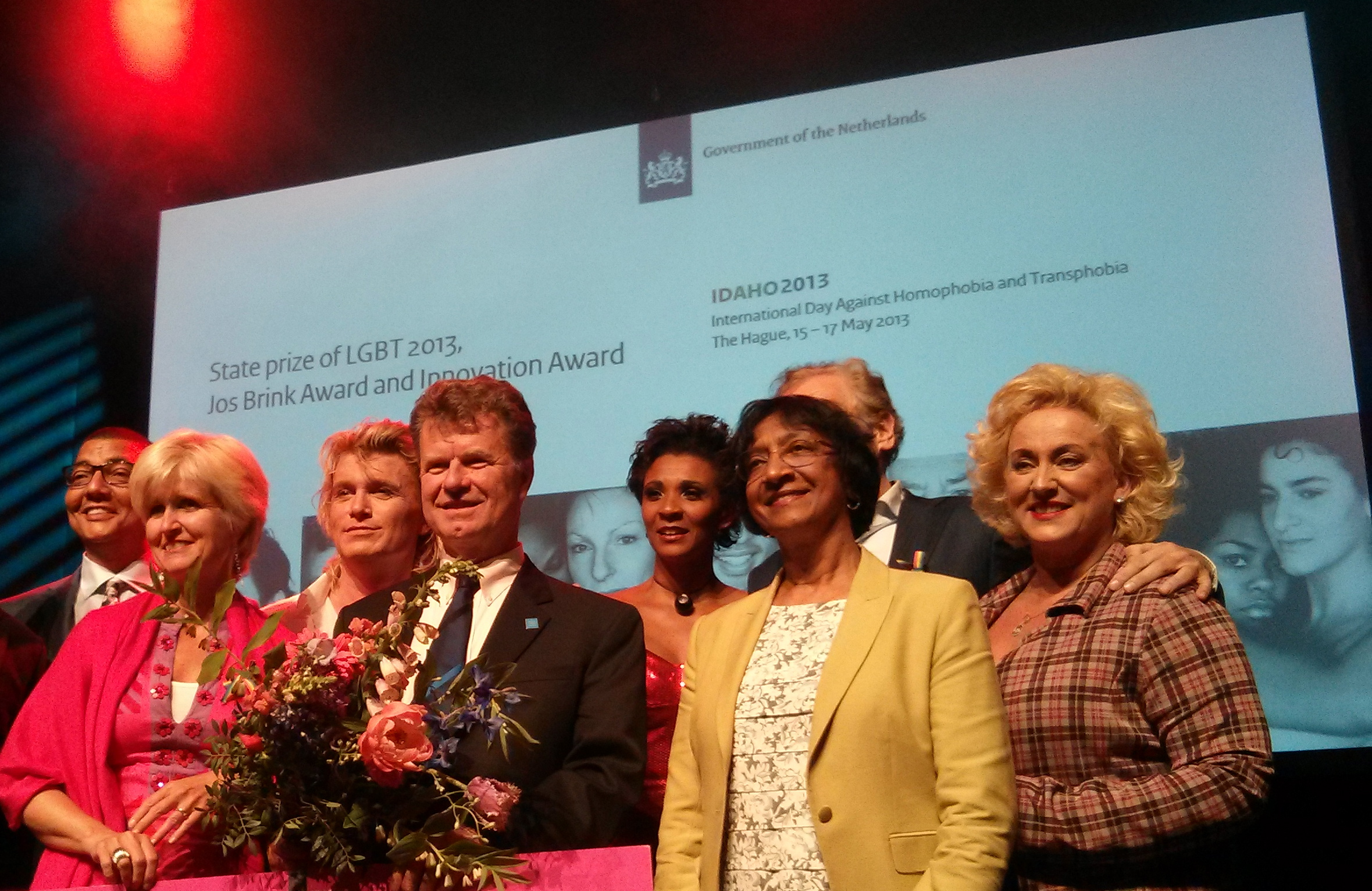
Boris Dittrich, Advocacy Director for the Lesbian, Gay, Bisexual, and Transgender (LGBT) Rights Program bij Human Rights Watch, onderscheiden met de Jos Brink Award, Den Haag, Nederland, 17 mei, 2013. Samen met UN High Commissioner for Human Rights, mevr. Navi Pillay

- Op de Internationale Dag tegen Homofobie en Transfobie (IDAHO), 17 mei 2013, ontving Dittrich de nationale Jos Brink Staatsprijs uit handen van de minister van Onderwijs voor zijn jarenlange inzet voor lhbt'ers als advocaat, rechter, politicus en als advocacy director van Human Rights Watch. De Hoge Commissaris voor de mensenrechten Navi Pillay woonde de plechtigheid in Den Haag bij. In haar speech sprak ze over de wereldwijde campagne van de Verenigde naties tegen homofobie en transfobie, “Free and Equal” genaamd.
- In 2013 ontving Dittrich in Nairobi een Gouden Wimpel namens de Postcode Loterij voor zijn lhbt-werk voor Human Rights Watch. De wimpel werd hem door Winston Gerschtanowitz, ambassadeur van de Postcode Loterij, in Kenia uitgereikt tijdens een werkbezoek aan Keniaanse lhbt-activisten.
- Op 11 maart 2019 werd in het Stedelijk Museum Schiedam de Jillis Bruggeman Penning aan Dittrich uitgereikt als blijk van erkentelijkheid voor zijn inzet voor het vergroten van wederzijds begrip en tolerantie voor de lhbti-gemeenschap, zowel in Nederland als daarbuiten.

## Privé
Dittrich had in zijn studententijd vijf jaar lang een relatie met Kathleen Ferrier, die later voor het CDA in de Tweede Kamer zat. Sinds 1982 heeft Dittrich een relatie met de kunstenaar/beeldhouwer Jehoshua Rozenman, met wie hij in 2006 trouwde. 